# Peptidoglycaan

Structuur van mureïne

Peptidoglycaan of mureïne is een driedimensionaal netwerk van één zeer groot molecuul, dat de celwand van een bacterie verstevigt. Peptidoglycaan bepaalt niet de vorm van de cel, maar deze wordt bepaald door het MreB proteïne.
Mureïne bestaat uit lange gecrosslinkte polysacharideketens, gevormd uit twee afwisselende aminosuikers: N-acetylglucosamine en N-acetylmuraminezuur (NAMA), telkens β-(1→4) gebonden. Aan het NAMA aminosuiker zit telkens een tetrapeptide gebonden, die in de driedimensionale structuur zorgt voor de vernetting van het peptidoglycaan, via een peptidebinding.

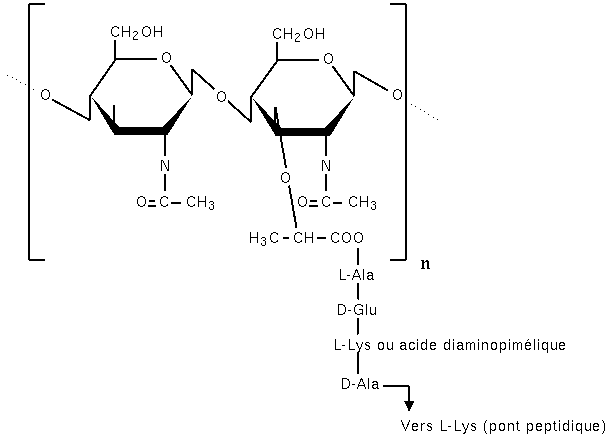
Structuurformule van het peptidoglycaan mureïne met de bouwstenen N-Acetylglucosamine en N-Acetylmuraminezuur dat voorkomt in Escherichia coli

## Pseudomureïne
Pseudomureïne is een op mureïne gelijkende structuur die bestaat uit een afwisselende sequentie van N-acetylglucosamine en N-acetyltalosaminuronzuur (NATA), die β-(1→3) gebonden zijn. Deze β-(1→3)-binding is ongevoelig voor lysozymen en vormt zo een betere beschermlaag voor de bacterie in kwestie. Pseudomureïne komt voornamelijk voor in de celwand van Archaea, maar af en toe ook bij bacteriën.